# 노랑늪거북
노랑늪거북(학명: Mauremys mutica 마우레미스 무티카[*])는 돌거북과에 속하는 중형급(~19.5cm)의 반수생성 거북이다. 눈 뒤에서 목 아래로 이어지는 넓은 노란줄무늬, 회갈색에서 갈색 빛을 띠는 딱지가 특징이며, 배딱지는 테두리 바깥쪽을 따라 검은 얼룩이 섞여 있으며 노랗거나 주황빛을 띤다. 동아시아 내 중국 중남부 · 대만 · 하이난섬 · 오키나와 및 동남아시아의 베트남 중부 · 라오스가 원 분포지이다. 오키나와 남부의 개체군은 고유종이지만, 오키나와 중북부 및 일본 중부에 서식하는 개체군은 대만에서 반려동물로 수입하면서 도출된 유입으로 보인다.
못·개울·늪지·습지·기타 얕고 수류가 느린 곳에 서식한다. 곤충·물고기·올챙이·잎, 씨앗 등의 식물 요소를 먹는 잡식성이다. 보통 낮에는 물속이나 물 가까이에 머물지만, 밤이나 비 오는 날씨에 더 활동을 더 많이 하기도 한다. 때때로 뭍으로 모험을 떠나기도 한다.
아종 M. m. kami는 현재 오키니와 제도 남부에 서식하는 것으로 인정받고 있다. 연구에 따르면 노랑늪거북에서 예상치 못한 유전적 다양성을 보여 아종이 더 존재할 가능성이 높아지고 있다고 한다. 광범위한 교잡화의 증거는 노랑늪거북과 관련된 거북 종의 유전성을 이해하려는 노력을 더욱 복잡하게 만든다. 신종으로 기재된 일부 교잡화한 아시아 남생이류의 경우 잡종인 것으로 밝혀졌다. 푸젠늪거북 (Mauremys iversoni)의 경우 중국 거북농장에서 생산되는 교잡종으로 대개 노랑늪거북 암컷과 삼선폐각구 (Cuora trifasciata) 수컷을 교배시켜 만든다. Mauremys pritchardi의 경우 야생과 사육 상태에서 남생이와 교배하면 나타나는 교잡종이다.
"Clemmys guangxiensis"는 자연 발생 교잡종인 "Mauremys" × iversoni과 노랑늪거북의 표본으로 기재된 합성 분류군이다.
노랑늪거북은 멸종위기에 처해있다. 중국은 세계에서 거북을 가장 많이 소비하는 국가이며 이 무역으로 인해 노랑늪거북을 포함, 아시아에 분포한 거북 종들에게 가장 큰 위협을 가하고 있다. 대부분의 거북 교역은 사람의 소비를 중점으로 두지만, 전통 중약과 반려동물 교역도 거북에 대한 수요를 증가시키고 있다. 서식지 감소 및 수질오염의 영향도 추가적이다. IUCN에서는 노랑늪거북을 절멸위급종으로 간주하며 부속서 II에 등재시켰다.

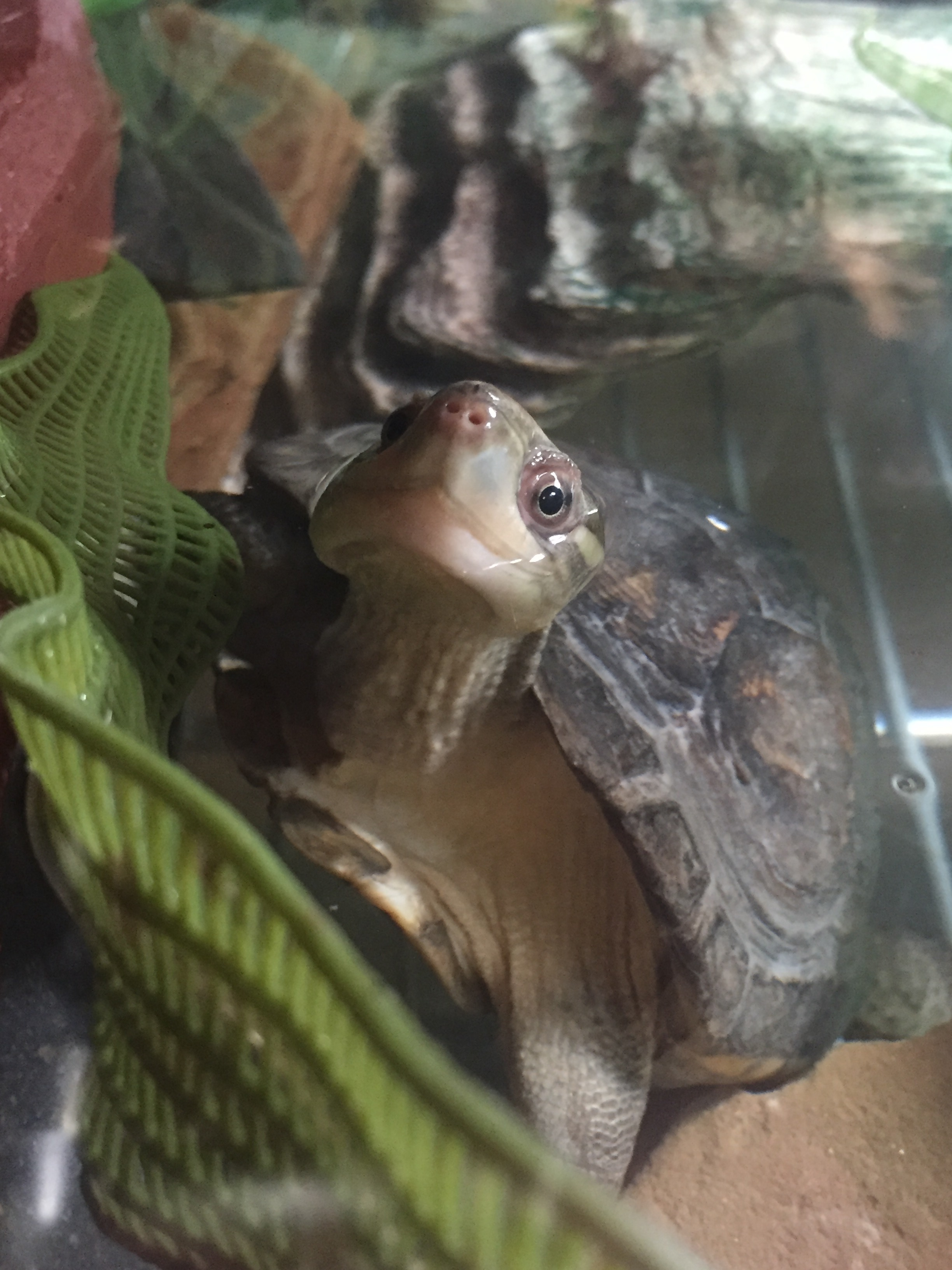
어항의 수표면으로 모습을 드러낸 노랑늪거북

## 더 읽어보기
- Cheung, S. M.; Dudgeon, D. (2006). “Quantifying the Asian turtle crisis: market surveys in southern China, 2000–2003”. 《Aquatic Conservation: Marine and Freshwater Ecosystems》 16 (7): 751–770. Bibcode:2006ACMFE..16..751C. doi:10.1002/aqc.803.
- Ernst, C.H.; Altenburg, R.G.M.; Barbour, R.W. “Mauremys mutica”. 《Turtles of the World》. World Biodiversity Database. 2016년 2월 23일에 원본 문서에서 보존된 문서. 2016년 1월 26일에 확인함.
- Feldman, Chris R.; Parham, James F. (2004). “Molecular Systematics of Old World Stripe-Necked Turtles (Testudines: Mauremys)” (PDF). 《Asiatic Herpetological Research》 10: 28–37.
- Fong, J.J.; Parham, J.F.; Shi, H.; Stuart, B.L.; Carter, R.L. (2007). “A genetic survey of heavily exploited, endangered turtles: caveats on the conservation value of trade animals”. 《Animal Conservation》 10 (4): 452–460. Bibcode:2007AnCon..10..452F. doi:10.1111/j.1469-1795.2007.00131.x. S2CID 36641037.
- Gong, Shi-Pin; Chow, Alex T.; Fong, Jonathan J.; Shi, Hai-Tao (2009). “The chelonian trade in the largest pet market in China: scale, scope and impact on turtle conservation”. 《Oryx》 43 (2): 213–216. doi:10.1017/S0030605308000902 (년 이후로 접속 불가 2024-11-01).
- Parham, James Ford; Simison, W. Brian; Kozak, Kenneth H.; Feldman, Chris R.; Shi, Haitao (2001). “New Chinese turtles: endangered or invalid? A reassessment of two species using mitochondrial DNA, allozyme electrophoresis and known-locality specimens” (PDF). 《Animal Conservation》 4 (4): 357–367. Bibcode:2001AnCon...4..357P. doi:10.1017/s1367943001001421. S2CID 86757143.
- Rômulo, Nóbrega Alves; Washington, Silva Vieira; Gindomar, Santana (2008). “Reptiles used in traditional folk medicine: conservation implications”. 《Biodiversity and Conservation》 17 (8): 2037–2049. Bibcode:2008BiCon..17.2037D. doi:10.1007/s10531-007-9305-0. S2CID 42500066.
- Shi, Haitao; Parham, James Ford (2000). “Preliminary Observations of a Large Turtle Farm in Hainan Province, People's Republic of China”. 《Turtle and Tortoise Newsletter》 3: 4–6. 2015년 4월 24일에 원본 문서에서 보존된 문서. 2016년 1월 27일에 확인함.
- Yasukawa, Yuichirou; Ota, Hidetoshi; Iverson, John B. (1996). “Geographic Variation and Sexual Size Dimorphism in Mauremys mutica (Cantor, 1842) (Reptilia: Bataguridae), with Description of a New Subspecies from the Southern Ryukyus, Japan” (PDF). 《Zoological Science》 13 (2): 303–317. doi:10.2108/zsj.13.303 (년 이후로 접속 불가 2024-11-01). hdl:2433/108626. S2CID 86329995.
- “Asian yellow pond turtle (Mauremys mutica)”. 《Wildscreen Arkive》. 2015년 9월 8일에 원본 문서에서 보존된 문서. 2016년 1월 26일에 확인함.